# Exterior Gateway Protocol
Exterior Gateway Protocol (ou abreviado por EGP) é um protocolo de roteamento para a Internet, atualmente considerado como obsoleto, inicialmente especificado por Eric C. Rosen e David L. Mills em 1982. Atualmente, o protocolo estabelecido como padrão para o encaminhamentos de pacotes na Internet é o BGP (do inglês, Border Gateway Protocol).
Este protocolo por gateways que trocam informações de roteamento com outros gateways que não façam parte do mesmo sistema autônomo, chamados também de "vizinhos exteriores".
As implementações de EGP não tentam escolher a melhor rota para um destino. EGP atualiza informações do vetor de distâncias, mas não avalia estas informações. Os valores contidos no vetor de distâncias de sistemas autônomos distintos, não são comparados diretamente, porque cada sistema autônomo pode utilizar um critério diferente para desenvolver estes valores. EGP deixa a decisão da "melhor" rota para outro protocolo.

## Características
Três das principais características de EGP são:
- Suportar mecanismos de aquisição de vizinhos;
- Fazer contínuos testes para verificar se seus vizinhos estão respondendo;
- Divulgar atualização entre vizinhos com mensagens de atualização de rota.